# 松井陽子 (エアリアル)
松井 陽子（まつい ようこ）は、東京都出身の元フリースタイルスキーエアリアル女子選手。
現全日本スキー連盟（SAJ）エアリアルコーチ。早稲田大学卒業。

## 人物・略歴
- 所属「早稲田大学」→「三英電業」→「チームリステル」
- トリノオリンピックにエアリアルコーチとして参加。

## 過去戦歴
- 1997年：全日本フリースタイルスキー選手権大会エアリアル優勝
- 2002年：全日本フリースタイルスキー選手権大会エアリアル優勝